# Baita Paoli-Barsi
La Baita Paoli-Barsi, o anche semplicemente Baita Barsi, è un rifugio situato nel comune di Pescaglia in località Colle della Poraglia, al confine con il comune di Camaiore, alle pendici del Monte Prana nelle Alpi Apuane, a 853 m s.l.m.
Il rifugio è di proprietà dell'Associazione Amici della Montagna di Cmaiore, sezione di Massa, che lo ha inaugurato nel 1987. 
Al rifugio si svolge la tradizionale Festa della patata la prima domenica di agosto ed è un buon punto di partenza per l'ascesa delle vette delle Apuane meridionali. 
Il rifugio è talvolta indicato come Baita Delio Barsi, sebbene esso sia in realtà un edificio poco distante, sito in località Campallorzo, e di proprietà della stessa associazione. 

## Storia
L'associazione Amici della Montagna di Camaiore, sebbene ufficialmente costituita solo nel 1972, dal 1970 organizzava la Festa della Patata presso la Baita Verde a Campallorzo. 
Trovandosi nell'indisponibilità di questa sede all'inizio degli anni '80, decisero di creare una propria sede e acquistarono l'antico stabile che sarebbe diventato Baita Barsi. 

## Accessi
- da Casoli (403 m s.l.m.): 1 ora e 30 minuti
- da Metato (450 m s.l.m.): 1 ora e 30 minuti
- da Passo del Lucese (558 m s.l.m.): 1 ora
- da Ritrogoli (792 m s.l.m.): 40 minuti
- da Rifugio Alto Matanna (1.037 m s.l.m.): 1 ora

## Ascensioni
- Monte Prana - 1.297 m s.l.m.: 1 ora e 30 minuti